# Lamborghini 3500 GTZ
La Lamborghini 3500 GTZ (o 3500 GT Zagato) è un'autovettura speciale costruita dalle Officine Zagato di Milano su autotelaio della Lamborghini 350 GT. Fu presentata per la prima volta al salone di Londra nel 1965 e venduta al marchese Gerino Gerini. Un secondo esemplare fu commissionato e consegnato a Dani Gambirasi, cugino dell'allora proprietario della Lancia Giampiero Pesenti.

## Storia
La proposta di realizzare una carrozzeria speciale sulla base della neonata 350 GT, pervenne alla Lamborghini dalla Zagato su richiesta del Gerini, proprietario della concessionaria milanese della casa del toro. All'epoca la Zagato era uno dei più affermati carrozzieri italiani, con 46 anni di collaborazioni con marchi prestigiosi come Aston Martin, Ferrari e Porsche. Del disegno venne incaricato Ercole Spada che realizzò una linea più compatta e aerodinamica rispetto al modello da cui derivava, ma mantenendo caratteristiche tipiche delle Gran Turismo, come praticità e guidabilità. Nonostante lo stile Zagato avesse tradizionalmente una vocazione sportiva, infatti, Ferruccio Lamborghini non aveva mai nascosto la sua avversione per le competizioni e voleva che tutte le auto che portavano il suo nome fossero potenti e veloci, ma anche utilizzabili tutti i giorni come normali berline. A Londra la vettura ottenne recensioni lusinghiere dalla stampa e dal pubblico, ma dopo i due prototipi costruiti da Zagato non ci fu alcun seguito produttivo, in parte perché la vettura non aveva convinto appieno la dirigenza bolognese ma soprattutto perché l'anno successivo a Torino sarebbe stato presentato un altro modello sportivo da affiancare alla 350GT: la Miura.
L'auto presentata a Londra era bianca con gli interni neri. Fu venduta dal Gerini in Australia dove venne ridipinta di rosso e il posto di guida venne spostato da sinistra a destra. Nel 1999 fu rivenduta ad un collezionista tedesco e sottoposta ad un restauro per riportarla alle condizioni originali, tranne per gli interni di vinile che vennero rifatti in legno e cuoio. Questo esemplare è stato esposto nel 2008, assieme alla 350 GT, al concorso d'eleganza di Pebble Beach alla presenza di Valentino Balboni. La seconda auto costruita, quella di Gambirasi, era invece di color argento. Si ritiene che quest'auto possa essere andata distrutta in un incidente stradale.

## Stile

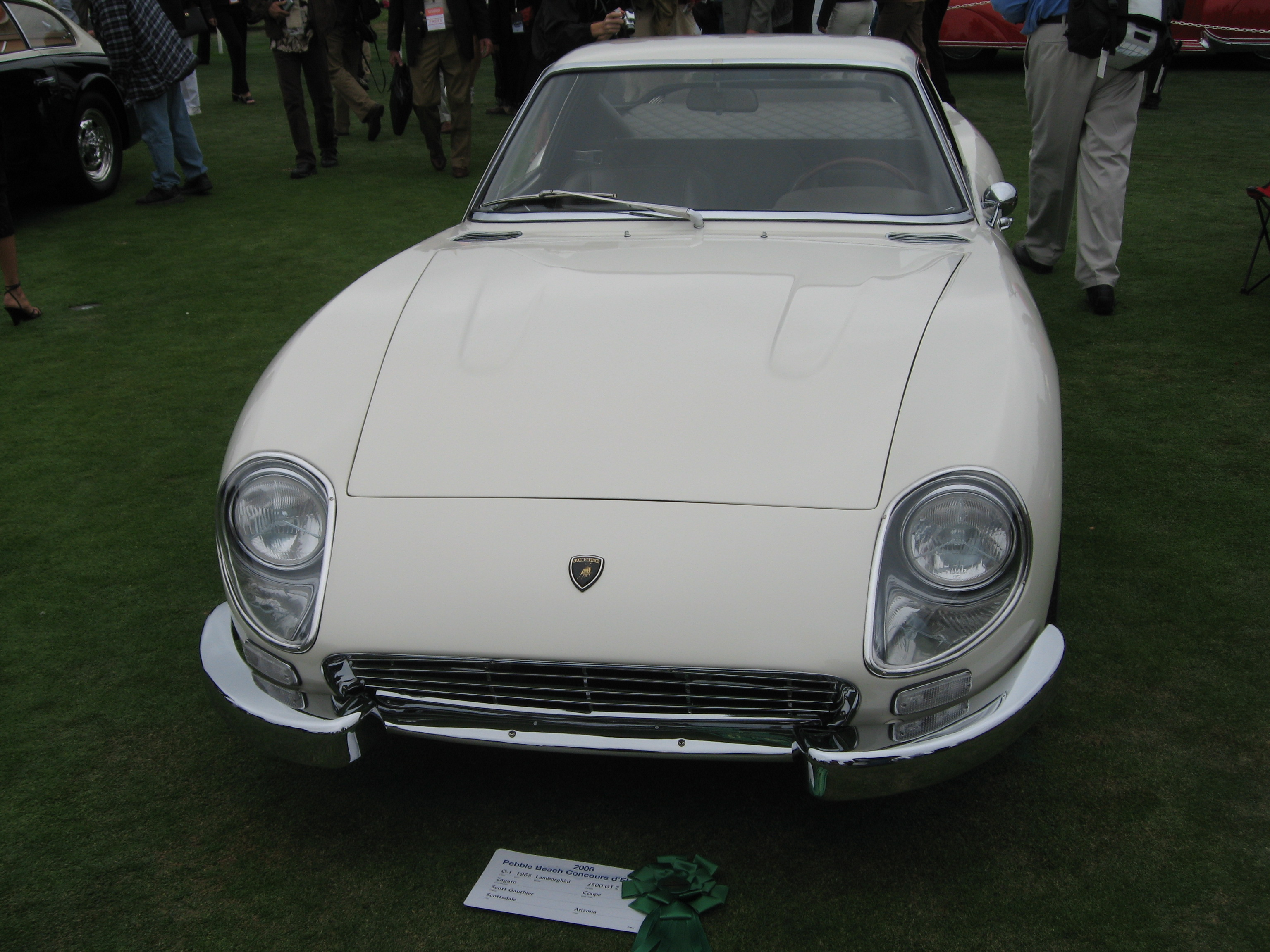
Il frontale

La forma della 3500 GTZ fu definita funzionalista per la semplicità e la pulizia delle linee, specialmente nella parte frontale. Ricalca molte delle scelte care alla Zagato e a Spada in particolare, come il muso è lungo e slanciato, il lunotto sfuggente e la coda tronca. Non appare invece la doppia bombatura sul tetto, tema frequente e distintivo delle creazioni Zagato. Fra le soluzioni ispirate dalle competizioni ci sono i fari anteriori carenati, quelli posteriori tondi e i piccoli paraurti smontabili. Il parabrezza è poco inclinato per migliorare l'abitabilità interna. La coda è più elaborata del frontale e non altrettanto omogenea.

## Tecnica
Per realizzare le GTZ furono impiegati telai della 350 GT accorciati di ben 100 mm, per conferire alla auto maggiore agilità. I numeri dei telai, in ordine di costruzione, sono 0310 e 0320. Malgrado il nome lasci immaginare che sulle auto fosse installato il motore V12 da 3464 cc (l'unico disponibile in quel momento nella gamma Lamborghini), al salone di Londra molti si accorsero che la nuova auto era accreditata di 320 CV, troppi per quel propulsore in grado di erogarne solo 270. Zagato aveva infatti ottenuto in prova il nuovo motore da 3929 cc (simile al precedente ma con l'alesaggio aumentato) che poco dopo avrebbe sostituito il 3,5 litri sulla 350 GT (diventando così 400 GT). I numeri seriali sono rispettivamente 0301 e 0228.